# Min frus förste älskare
Min frus förste älskare är en svensk komedifilm från 2006 i regi av Hans Åke Gabrielsson, med Marika Lagercrantz, Mikael Samuelson, Philip Zandén och Sissela Kyle i rollerna.

## Handling
Vivi och Magnus har levt ihop sedan 25 år tillbaka. Vivvi ska åka på affärsresa med jobbet till Italien men den blir inställd. Istället hamnar hon på en restaurang med sin ungdomskärlek, konstnären Robert, allt medan Magnus har återlivat sitt gamla proggband.

## Rollista
| Marika Lagercrantz | – Vivi        |
| Mikael Samuelson   | – Magnus      |
| Philip Zandén      | – Robert      |
| Sissela Kyle       | – Kerstin     |
| Carl Kjellgren     | – Stefan      |
| Melinda Wrede      | – Q-tee       |
| Pontus Gustafsson  | – Karl-Henrik |
| Cecilia Frode      | – Alice       |
| Mats Bergman       | – Jansson     |
| Wera Westholm      | – Tova        |
| Sverrir Gudnason   | – Jonas       |
| Hanna Alström      | – Elle        |
| Emelie Rosenqvist  | – Sofie       |
| Cecilia Walton     | – Elisabeth   |
| Suzanne Ernrup     | – Karin       |
| Nassim Al Fakir    | – Zowie       |